# Liste der Zuflüsse der Nagold
Die Liste der Zuflüsse der Nagold beinhaltet alle Zuflüsse der Nagold.
Die Nagold ist ein Fluss, der überwiegend am Ostrand des Nordschwarzwaldes verläuft. Sie entspringt weniger als 2 km entfernt von der Quelle der Enz und etwa doppelt so weit vom Lauf des Rhein-Zuflusses Murg. Auf ihrem Oberlauf fließt sie in großen Bögen ostwärts bis Nagold, wo ihr zweitgrößter Zufluss Waldach in sie mündet. Hier hat sie etwa 40 % ihres Laufes hinter sich, anschließend zieht sie in der Waldach-Richtung teils mit Talmäandern konsequent nordwärts erst bis Calw weiter, wo sie die Hälfte ihres Restlaufs hinter sich gebracht hat, und dann bis zur Mündung in Pforzheim. Auf ihrem langen Nordlauf nähern sich der letzte Zufluss Würm von rechts wie die aufnehmende Enz von links in recht flachem Winkel, sie laufen auch fast im selben Punkt mit ihr zusammen, weswegen in diesem seitlich mehr und mehr beengten Abschnitt des Einzugsgebietes nur die linke Teinach unter ihren Zuflüssen nochmals die Länge von 10 km überschreitet.
Die Nagold hat eine Länge von 90,7 km, ein Einzugsgebiet von 1.144,3 km² und fünf Zuflüsse von über 10 km Länge, nämlich
- den rechten Zinsbach mit 13,3 km und 33,8 km²,
- den linken Köllbach mit 10,0 km und 29,9 km²,
- die rechte Waldach mit 24,7 km und 157,1 km²,
- die linke Teinach mit 15,4 km und 61,5 km²,
- die rechte Würm mit 53,9 km und 418,3 km².

Wollte man nach hydrologischem Prinzip und entgegen den Üblichkeiten die aufnehmende Enz als Zufluss der Nagold werten, so käme diese so hinzu:
- die linke Enz mit 47,0 km und 327,6 km².

## Diagramm der größeren Zuflüsse der Nagold
Aufgeführt sind alle mehr als 5 km langen Zuflüsse.

## Detaillierte Liste der Zuflüsse
Hierarchische Liste der Zuflüsse und  Seen von der Quelle zur Mündung. Gewässerlängen in der Regel nach LUBW-FG10 (Datensatzeinträge), Einzugsgebiete entsprechend nach LUBW-GEZG, Seeflächen nach LUBW-SG10, Höhenangaben nach dem Höhenlinienbild auf dem Geodatenviewer. Andere Quellen für die Angaben sind vermerkt.
Mühlkanäle werden meist nicht mit aufgeführt.
Ursprung der Nagold nördlich der Einmündung der K 4773 in die B 294 im Wald etwa 300 Meter nördlich des Weilers Urnagold der Gemeinde Seewald im Landkreis Freudenstadt auf etwa 812 m ü. NN. Karten zeigen teilweise oberhalb davon einen unbeständigen Oberlauf durch eine flache Waldmulde von etwas über 500 Metern, der nordwestlich hiervon auf etwa 824 m ü. NN einsetzt. Vom offiziellen Nagoldursprung an fließt das junge Gewässer dann zunächst südlich.

### Oberlauf nach Osten bis zum Nagoldknie

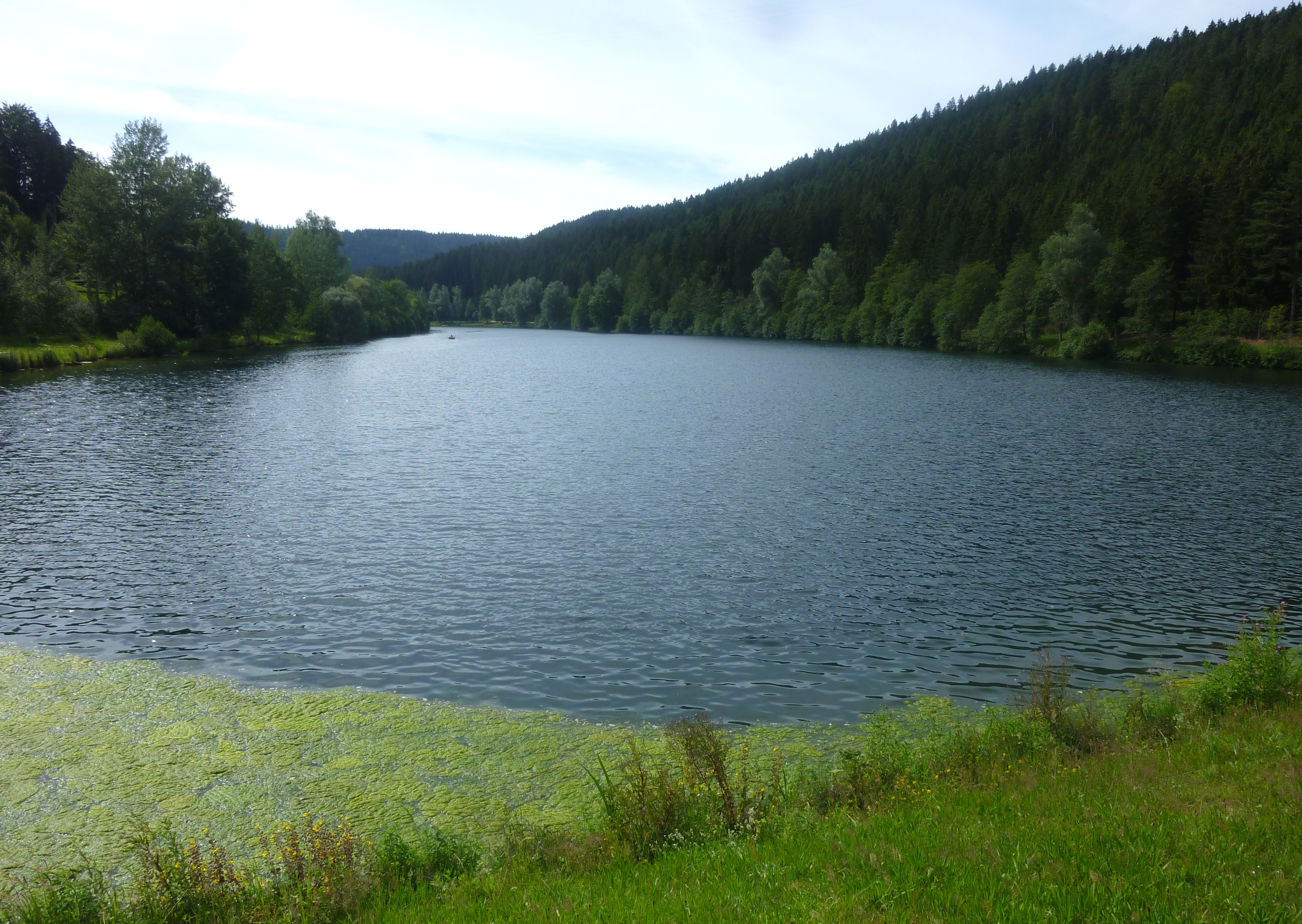
Vorsperre der Nagoldtalsperre

- (Graben zur Nagold), von links am Ende ihres Taubentals auf wenig über 700 m ü. NN, 0,921 km. Ist Auslauf eines Brunnens im Seewalder Weiler Eisenbach auf wenig unter 780 m ü. NN.
- Kuhbach, von rechts nach dem Taleintritt der K 4774 von Besenfeld nach Erzgrube auf 665,1 m ü. NN[3], 1,33 km und 5,235 km². Entsteht am Ostrand von Seewald-Besenfeld auf knapp 750 m ü. NN.
- Gründelbach durch den Hasengrund, von rechts nach der Seewalder Pfeiflesmühle auf knapp 600 m ü. NN, ca. 1,7 km.[4] Unbeständig, entsteht östlich der B 294 in den Unteren Erlen auf etwa 750 m ü. NN.
- Rindelteichbach, von rechts nach Beginn der Talflur vor dem Hirschkopf auf etwas über 580 m ü. NN, 0,975 km und 1,715 km². Entsteht auf 649,9 m ü. NN.[5]
- Bärnbach[6], von rechts vor Erzgrube auf wenig über 550 m ü. NN, 1,877 km und 4,591 km². Entsteht nördlich von Freudenstadt-Igelsberg im Buchrain auf etwa 620 m ü. NN.
- Stutzbach, von rechts kurz nach dem vorigen an der Nagoldbrücke von Seewald-Erzgrube auf knapp über 550 m ü. NN, 4,507 km und 7,903 km². Entsteht unmittelbar südlich von Igelsberg im Bärnloch (!) nahe dem Seltenbrunnen auf etwa 728 m ü. NN.

- Durchfließt kurz darauf den etwa 2 km langen See der Nagoldtalsperre, 35,6498 ha.
- Omersbach durchs Kropftal, von links gegenüber dem Grömbacher Gehöft Pfaffenstube auf über 500 m ü. NN, 5,394 km und 13,321 km². Entsteht nahe dem Wasserbehälter im Wald zwischen Eisenbach im Westsüdwesten und Fünfbronn im Ostnordosten auf etwa 773 m ü. NN.
- Über ein Dutzend Teiche in der rechten Talaue unmittelbar vor der Grömbacher Völmlesmühle, zusammen ungefähr 1 ha.
- (Abgang des Mühlkanals zur Altensteiger Neumühle), nach rechts nach der Völmlesmühle auf unter 490 m ü. NN.
- Schneitbach, von links etwas vor der Altensteiger Neumühle auf 483,4 m ü. NN[3], 7,022 km und 23,800 km². Mit linkem Oberlauf Zugbach, der etwa 1,5 km nordwestlich von Simmersfeld auf etwa 730 m ü. NN entsteht.
- (Rücklauf des Mühlkanals zur Altensteiger Neumühle), von rechts an dieser auf unter 480 m ü. NN, 1,93 km.
- Vier Teiche, am rechten Ufer gleich nach der Mühle, zusammen 1,1733 ha.
- Zwei Teiche, am rechten Ufer im beginnenden AUentrichter der folgenden Mündung, zusammen 0,9239 ha.
- Zinsbach, von rechts am Campingplatz von Altensteig-Fischhaus auf 453,3 m ü. NN[7], 13,323 km und 33,844 km². Entspringt dem Seidenbrunnen im Wald südwestlich des Ortsteils Kälberbronn von Pfalzgrafenweiler nahe einer Kreisstraßenkreuzung auf etwa 734 m ü. NN.
- Stausee im Flusslauf, beginnt am vorigen Zusammenfluss, 0,6561 ha. Ihm entfließen nebeneinander links die Nagold, rechts der Kanal der Altensteiger Stadtwerke.
- (Rücklauf des Stadtwerkekanals), von rechts im beginnenden Altensteig neben der Straße Am Waldfrieden auf unter 450 m ü. NN, 0,987 km.
- Bäumbach, von rechts am Südostende der geschlossenen Bebauung Altensteigs auf unter 440 m ü. NN, 7,56 km und 12,363 km². Entsteht westnordwestlich des Pfalzgrafenweiler Ortsteils Bösingen im Wald noch vor der B 28 auf etwa 600 m ü. NN.
- (Abgang eines Kraftwerkkanals), nach rechts vor der Altensteiger Kläranlage.
- Köllbach, von links in die Nagold selbst gegenüber der Altensteiger Kläranlage auf 432,3 m ü. NN[7], 10,031 km und 29,927 km². Entsteht am Ostrand von Simmersfeld beim Lift im beginnenden Birklestal auf 698,7 m ü. NN.[5]
- Tiefenbach, von links wenig danach am Elektrizitätswerk auf über 430 m ü. NN, 4,079 km. Entsteht nordwestlich des Altensteiger Dorfs Wart auf etwa 593 m ü. NN.
- (Rücklauf des Kraftwerkkanals), von rechts nur etwa hundert Meter danach, 0,838 km
- (Zufluss aus dem Führet), von links an einer Feldwegbrücke über den Fluss neben der B 28 auf etwa 425 m ü. NN, 1,82 km. Entsteht in der Butzengraule nordwestlich des Dorfs an der Markungsgrenze von Ebhausen-Ebershardt zu Altensteig-Wart auf etwa 560 m ü. NN.
- Mühlbach, von links an der Straßenbrücke im nördlichen Ebhausen auf etwa 418 m ü. NN, 2,808 km und 4,75 km². Entsteht östlich von Ebershardt neben der Straße nach Ebhausen-Rotfelden auf etwa 516 m ü. NN. Karten zeigen einen unbeständigen Lauf noch oberhalb dieser Stelle von weiteren etwa 1,4 km[4], der dort wenig südöstlich von Wart im Rot auf etwa 557 m ü. NN beginnt.
- Mindersbach, von links durch die Gewerbezone in der Aue im abwärtigen Ebhausen auf etwa 412 m ü. NN, 1,695 km. Entspringt einem Brunnen am westlichen Ortsrand des Nagolder Dorfes Mindersbach auf etwa 515 m ü. NN und durchläuft das Mindersbacher Tal.
- Walddorferbach, von rechts in Rohrdorf über den dortigen Mühlkanal auf unter 410 m ü. NN, 2,93 km und ca. 5,3 km².[8] Entsteht am Ostrand des Altensteiger Dorfes Walddorf auf etwa 528 m ü. NN.
- Waldach, von rechts am Ende des Nagoldknies in Nagold gegenüber dem Schlossberg mit der Ruine Hohennagold auf unter 400 m ü. NN, 24,681 km und 157,139 km². Entsteht als Schneckenbächle südsüdwestlich des Dorfs Tumlingen der Gemeinde Waldachtal vor dem von Schopfloch trennenden Wald auf etwa 635 m ü. NN.

### Mittellauf nach Norden vom Nagoldknie bis nach Calw
- Rötenbach, von rechts kurz nach dem Nagolder Talhof auf unter 390 m ü. NN, 1,632 km. Entsteht über einen Kilometer östlich vom Nagolder Wohnplatz Bad Rötenbach im Wald auf der rechten Randhöhe auf 562,8 m ü. NN.[5]
- Kraftwerksstollen Bettenberg mit Ein- und Rückleitungskanal, 0,463 km. Durchschneidet wenig westlich parallel zur Nagoldtalbahn den Ansatz des Bettenbergs, um den eine Westschlinge des Flusses führt.[9]
- Schwarzenbach, von links auf die Westschlinge der Nagold um den Bettenberg zu auf unter 378 m ü. NN, 8,383 km und 21,184 km². Entsteht nordwestlich von Ebhausen-Wenden im Wald auf etwa 575 m ü. NN.
- Welzgraben, von links am Südrand von Wildberg auf etwa 370 m ü. NN, 1,937 km. Entsteht am Südostrand des Wildberger Dorfes Effringen auf etwa 497 m ü. NN.
- Lützentalbach, von links gegenüber der Wildberger Siedlung am Hang des Galgenbergs auf unter 360 m ü. NN, 2,308 km. Entsteht nördlich von Effringen am Dürrmichel auf etwa 514 m ü. NN.
- Agenbach, von rechts an der Unteren Papiermühle von Wildberg auf rund 355 m ü. NN, 5,697 km und 42,189 km². Entsteht gegen das Ende einer vom Wildberger Dorf Sulz am Eck nach Südsüdosten auslaufenden Flurzunge in der Aue auf etwa 493 m ü. NN.
- Heiligenbach, von links an der Wildberger Kläranlage auf unter 355 m ü. NN, 2,88 km. Entsteht nordöstlich des Wildberger Dorfs Schönbronn in den Hohen Mauern auf etwa 560 m ü. NN.
- Ziegelbach, von links beim Weiler Seitzental der Stadt Neubulach auf über 350 m ü. NN, 4,915 km und 8,922 km². Entsteht südwestlich des Neubulacher Dorfes Oberhaugstett am Rand des Waldes Schmaler auf etwa 570 m ü. NN und ist Gemarkungsgrenze zwischen Wildberg und der Stadt Neubulach.
- (Bach aus der Xanderklinge), von rechts nach der Talmühle von Calw auf etwa 350 m ü. NN, 1,66 km. Entsteht am Nordrand des Calwer Dorfes Holzbronn auf etwa 500 m ü. NN.
- Baiersbach, von rechts in die Ostschlinge des Flusses, auf deren umschlossenen Sporn Schlossberg die Ruine Waldeck steht auf etwas unter 350 m ü. NN, 0,923 km. Entsteht im gleichnamigen Wald im Osten auf etwa 475 m ü. NN.
- Teinach, von links bei den Häusern Teinachtal von Bad Teinach-Zavelstein und gegenüber dem Bahnhof Bad Teinach auf 342,5 m ü. NN[7], 15,38 km und 61,545 km². Entsteht wenig nördlich von Neuweiler im Wald auf etwa 660 m ü. NN und ist lange Gemeindegrenze zwischen Neubulach und Bad Teinach-Zavelstein.
- (Bach durch die Rehgrundklinge), von rechts kurz vor dem Ortsanfang von Kentheim gegenüber auf etwa 341 m ü. NN, 0,853 km. Entspringt dem Rehgrundbrunnen auf etwa 490 m ü. NN.
- Mittelbach, von links beim Weiler Kentheim von Bad Teinach-Zavelstein auf unter 340 m ü. NN, 1,509 km. Entsteht am Südostrand des Zavelsteiner Teilorts Sommenhardt auf etwa 565 m ü. NN.
- Rötelbach, von links durch Kentheim auf unter 340 m ü. NN, 6,236 km und 8,285 km². Entsteht im Wald nordwestlich des Weilers Weltenschwann der Stadt Calw am Südrand der Birkenebene auf unter 655 m ü. NN. Im Unterlauf fast bis zuletzt Kommunalgrenze zwischen Bad Teinach und Calw.
- Schlittenbach durch das Schleiftal, von rechts beim Wohnplatz Öländerle von Calw auf rund 335 m ü. NN, 4,808 km und 9,537 km². Entsteht am Rand des Eichwäldles nordöstlich des Calwer Stadtteils Stammheim auf unter 525 m ü. NN.

### Unterlauf nach Norden von Calw bis zur Mündung
- Ziegelbach, von rechts im südlichen Calw vor dem Wehr an der Bahnhofstraße auf rund 330 m ü. NN, 1,5 km und 4,114 km². Entsteht in Calw-Heumaden neben der Weiherstraße auf etwa 425 m ü. NN.
- Schießbach, von links im südlichen Calw noch vor der Marktbrücke, 1,555 km. Entsteht im bebauten Bereich des Calwer Stadtteils Wimberg auf etwas unter 520 m ü. NN.
- Hagbrunnenbach, von links in Calw an der Brücke zum Friedhof, 2,173 km und 2,541 km². Entsteht Am Nordrand von Calw-Oberried auf etwa 565 m ü. NN.
- Schinderbach, von links gegenüber dem Welzberg an der Markungsgrenze zum Stadtteil Hirsau, 1,585 km. Entsteht südlich des Stadtteils Spindlershofes auf etwa 540 m ü. NN.
- Tälesbach, von rechts im südlichen Hirsau auf unter 325 m ü. NN, 4,435 km und 13,853 km². Entsteht am Westrand von Althengstett auf etwa 490 m ü. NN.
- Schweinbach, von links wenig danach an der Brücke beim ehemaligen Kloster Hirsau, 7,391 km und 12,029 km². Linker Quellast Reichenbach entsteht am Nordrand des naturgeschützten Moorstiches Bruckmüsse westlich von Oberreichenbach auf etwa 670 m ü. NN.
- Lützengraben, von links unter dem Wehr von Calw-Ernstmühl auf 322 m ü. NN[7], 1,022 km und 1,1 km². Entsteht am Ostrand der Lichtung um die Landesklinik Nordschwarzwald auf etwa 545 m ü. NN. Hat auf der Karte einen fast 0,4 km weiteren unbeständigen Oberlauf, der in der Lichtung selbst entsteht.
- Brombach, von rechts fast gegenüber dem vorigen über (!) dem Wehr von Ernstmühl[10], 3,013 km und 3,213 km². Entsteht nordöstlich des Althengstetter Dorfes Ottenbronn im Gerechtigkeitswald auf knapp 540 m ü. NN.
- Dietersbach, von rechts gegenüber der Ernstmühler Platte, 0,627 km und 0,511 km². Entsteht nördlich der Hummelberger Höhe auf etwa 510 m ü. NN.
- Kollbach, von links auf der Kommunalgrenze zwischen Calw und Bad Liebenzell auf unter 320 m ü. NN, 5,929 km und 9,998 km². Entsteht am Dorfrand von Oberreichenbach-Igelsloch gegen den südlichen Hauswald auf etwa 655 m ü. NN.
- Lengenbach, von links in Bad Liebenzell, 5,496 km und 9,807 km². Entsteht neben der Hauptstraße des Dorfes Oberlengenhardt von Schömberg auf etwa 670 m ü. NN.
- Monbach, von rechts bei Liebenzell-Monbachtal auf unter 310 m ü. NN, 8,995 km und 21,428 km². Entsteht wenig südwestlich von Liebenzell-Möttlingen neben der L 179 als Maisgraben auf etwa 546 m ü. NN. Ist lange nordöstliche Gemeindegrenze von Liebenzell gegen Neuhausen.
- (Bach durch die Dennjächterklinge), von rechts gegenüber der Siedlung Dennjächt von Unterreichenbach, 1,211 km. Entsteht am Bad des Neuhausener Dorfes Schellbronn auf etwa 515 m ü. NN.
- (Bach durch die Ofenklinge), von rechts auf rund 300 m ü. NN, ca. 1,4 km[4]. Entsteht im Wald Reutenacker nördlich des Schellbrunner Wasserturms auf etwa 534 m ü. NN.
- Reichenbach, am Ober- und Mittellauf Eulenbach, von links in Unterreichenbach auf 299,7 m ü. NN[7], 8,122 km und 20,04 km². Entsteht im östlichen Siedlungsbereich von Schömberg auf etwa 605 m ü. NN.
- (Bach durch die Beutelsklinge)[11], von rechts an der Markungsgrenze zwischen Neuhausen und Pforzheim-Huchenfeld auf unter 295 m ü. NN, 2,181 km. Entsteht nordwestlich des Stadtteils Hohenwart von Pforzheim am Rande der Nießwiesen zum Wald auf etwa 480 m ü. NN.
- Beutbach, von links gegenüber dem Brenntenberg auf unter 290 m ü. NN, 3,548 km². Entsteht südsüdwestlich des Engelsbrander Dorfes Grunbach auf etwa 608 m ü. NN.
- Würm, von rechts gegenüber der Pforzheimer Südweststadt auf unter 360 m ü. NN, 53,913 km und 418,253 km². Hat zwei Quellbäche, die bei Hildrizhausen und bei Altdorf („Altdorfer Würm“) entstehen und deren auf der Karte ausgewiesene Quellen auf etwa 507 m ü. NN bzw. 489 m ü. NN entspringen.
- (Abgang des Metzelgrabens), nach links am Bleichwehr kurz nach der Kallhardtbrücke in Pforzheim, 0,76 km. Mündet etwa 300 m westlich-oberhalb der Nagold selbst entlang der Werderstraße in die Enz.

Mündung der Nagold in Pforzheim nach der beide Flüsse wenige Meter zuvor noch querenden Auerbrücke von rechts und zuletzt Südwesten in die hier östlich fließende und etwas kleinere Enz. Die Nagold hat hier eine Länge von 90,681 km, und ein Einzugsgebiet von 1.144,310 km², während die Enz selbst bis zu dieser Stelle nur eine Länge von 47,002 km, und ein Einzugsgebiet von 327,603 km² erreicht hat.